# Фарстад, Сверре
Сверре Фарстад (норв.  Sverre Melvin Farstad)  (8 февраля 1920, Тронхейм — 27 марта 1978, Осло) — норвежский конькобежец, Олимпийский чемпион, чемпион Европы и рекордсмен мира.
Во время второй мировой войны, когда не проводились международные соревнования, Сверре Фарстад занимался гимнастикой и тяжелой атлетикой. В 1947 году Фарстад завоевал две серебряные медали на чемпионате Норвегии по тяжелой атлетике, а также бронзовую медаль по гребле. Сверре Фарстад был разносторонним спортсменом, он участвовал в соревнованиях по боксу, велоспорту, стрельбе, плаванию и борьбе.
В послевоенное время Фарстад был одним из сильнейших конькобежцев на дистанции 1500 метров. Он трижды выигрывал эту дистанцию на чемпионатах Европы и один раз на чемпионате мира.
В 1947 году Сверре Фарстад выиграл серебряную медаль на чемпионате мира и бронзовую на чемпионате Европы. Перед чемпионатом Европы Фарстад занял только девятое место на чемпионате Норвегии. На чемпионат Европы Фарстад попал только потому, что семь лучших норвежских конькобежцев за четырнадцать дней до начала отказались от участия в чемпионате Европы.
В 1948 году на Зимних Олимпийских играх в Санкт-Морице Сверре Фарстад стал Олимпийским чемпионом на дистанции 1500 метров (2.17,6). Фарстад бежал в последнем забеге со шведом Оке Сейфартом. На протяжении трёх кругов впереди был швед, но на заключительном круге Фарстад обошел его, и на финише был первым, опередив Сейфарта на 0,5и секунды. На дистанции 500 метров Фарстад занял шестое место.
Через две недели после Олимпийских игр Фарстад принял участие в чемпионате Европы в Хамаре. В многоборье он занял только четвёртое место, хотя выиграл дистанцию 1500 метров, но на дистанциях 5000 и 10000 метров он был одиннадцатым и двенадцатым.
Фарстад не выигрывал чемпионатов Норвегии по многоборью. В 1949 году он был вторым после Рейдара Лиаклева.
В 1949 году в Давосе Фарстад выиграл чемпионат Европы по многоборью, при этом он набрал сумму  188,958 (5 февраля 1949), которая позже была признана первым официальным мировом рекордом в классическом многоборье.
После окончания карьерs конькобежца Фарстад работал спортивным журналистом.
В 1957 — 1960 годах Фарстад был тренером итальянских конькобежцев.

## Лучшие результаты
Лучшие результаты Сверре Фарстада на отдельных дистанциях:
- 500 метров — 41,80 (5 февраля 1949 года, Давос)
- 1000 метров — 1:29,70 (18 января 1950 года, Гьёвик)
- 1500 метров — 2:13,90 (6 февраля 1949 года, Давос)
- 3000 метров — 4:59,20 (12 февраля 1949 года, Тронхейм)
- 5000 метров — 8:15,40 (5 февраля 1949 года, Давос)
- 10000 метров — 17:39,70 (6 февраля 1949 года, Давос)

## Weblinks
- Sverre Farstad Архивная копия от 4 ноября 2012 на Wayback Machine
- Sverre Farstad
- Sverre Farstad